# Voere VEC 91
Die Voere VEC 91 ist eine Jagdbüchse der Voere Präzisionstechnik GmbH, Kufstein, Tirol. Sie war 1991 die weltweit erste in Serie produzierte Jagdbüchse für hülsenlose Munition.

## Munition und Zündmechanismus
Die Munition besteht nur aus Nitrozellulose und dem Geschoss. Sie verbrennt beim Schuss in der Waffe rückstandsfrei. An Stelle des herkömmlichen Zündhütchens wird ein Halbleiterelement verwendet, das den Treibsatz ohne messbare Verzögerung zündet. Die elektrische Zündung ist um den Faktor 10 schneller als herkömmliche Zündungen, unabhängig von Umwelteinflüssen wie Regen, Sonne, Kälte und Erschütterungen. Die Kosten pro Schuss sind recht hoch und wurden 2010 mit 2 US-Dollar angegeben.